# Antonín Melka
Antonín Melka (14. března 1990, Kladno, Československo) je český hokejový útočník.

## Hráčská kariéra
Antonín Melka je kladenským odchovancem. Svůj extraligový debut absolvoval za mateřský klub ve svých devatenácti letech, kdy nastoupil k jednomu zápasu v play-out v sezóně 2008/09. Za kladenský extraligový tým nastupoval i v následujících čtyřech sezónách, v nichž také hostoval v klubech HC Řisuty, HC Berounští Medvědi a IHC Písek. V sezónách 2008 — 2010 by členem reprezentace do 20 let. Před sezónou 2012/13 váhal Melka s podpisem nové smlouvy a zvažoval odchod do zahraničí. Nakonec sezónu v Kladně odehrál, ovšem po jejím skončení přestoupil do HC Motor České Budějovice, v němž se po převedení extraligové licence do Hradce Králové tvořilo nové mužstvo pro 1. ligu.

## Statistiky

### Klubové statistiky
| Sezona          | Klub                      | Soutěž      | Základní část | Základní část | Základní část | Základní část | Základní část | Play off | Play off | Play off | Play off | Play off |
| Sezona          | Klub                      | Soutěž      | Z             | G             | A             | B             | TM            | Z        | G        | A        | B        | TM       |
| --------------- | ------------------------- | ----------- | ------------- | ------------- | ------------- | ------------- | ------------- | -------- | -------- | -------- | -------- | -------- |
| 2008/09         | HC Řisuty                 | 2. ČHL      | 5             | 4             | 3             | 7             | 6             | 2        | 1        | 0        | 1        | 2        |
| 2008/09         | HC Geus Kladno            | ELH         |               |               |               |               |               | 1        | 0        | 0        | 0        | 0        |
| 2009/10         | HC Geus Kladno            | ELH         | 7             | 1             | 1             | 2             | 0             | 9        | 2        | 2        | 4        | 2        |
| 2010/11         | HC Vagnerplast Kladno     | ELH         | 27            | 5             | 1             | 6             | 12            | 2        | 0        | 1        | 1        | 25       |
| 2010/11         | HC Berounští Medvědi      | 1. ČHL      | 6             | 0             | 0             | 0             | 4             |          |          |          |          |          |
| 2011/12         | Rytíři Kladno             | ELH         | 23            | 0             | 2             | 2             | 10            |          |          |          |          |          |
| 2011/12         | IHC Písek                 | 1. ČHL      | 12            | 8             | 6             | 14            | 6             | 4        | 2        | 1        | 3        | 2        |
| 2012/13         | Rytíři Kladno             | ELH         | 45            | 1             | 5             | 6             | 22            | 9        | 0        | 0        | 0        | 8        |
| 2012/13         | IHC Písek                 | 1. ČHL      | 4             | 4             | 2             | 6             | 4             |          |          |          |          |          |
| 2013/14         | HC Motor České Budějovice | 1. ČHL      |               |               |               |               |               |          |          |          |          |          |
| 2015-16         | HC Slovan Ústí nad Labem  | 1. ČHL      |               |               |               |               |               |          |          |          |          |          |
| ELH celkově     | ELH celkově               | ELH celkově | 102           | 7             | 9             | 16            | 44            | 21       | 2        | 3        | 5        | 35       |
| 1.ČHL celkově j |                           |             |               |               |               |               |               |          |          |          |          |          |